# Apostichopus nipponensis
Apostichopus nipponensis is een zeekomkommer uit de familie Stichopodidae.
De wetenschappelijke naam van de soort werd in 1990 gepubliceerd door Imaoka.